# Onderstuur (auto)

Bij onderstuur wil het voertuig de bocht groter maken

Onderstuur is een technische term om het stuurgedrag bij auto's uit te drukken.
Onderstuur treedt op als de maximale grip van de voorbanden wordt overschreden. Het effect is dat de auto neigt een flauwere bocht te maken dan de bestuurder van de stuuruitslag zou verwachten. De auto glijdt als het ware over de voorwielen naar de buitenkant van de bocht.
Onderstuur kan worden opgeheven door te zorgen voor meer grip op de voorwielen. Daartoe kan de bestuurder gas terugnemen, maar ook het verminderen van de stuuruitslag (dus minder scherp sturen) zal het onderstuur verminderen. Door de dynamische aslastverplaatsing ten gevolge van de vertraging zal het gewicht van de auto meer op de voorwielen drukken. Deze verhoogde druk zorgt voor meer grip en de auto zal insturen. Te abrupt gas terugnemen kan zorgen voor overstuur.
Meer insturen helpt niet tegen onderstuur, integendeel. De banden worden daardoor meer belast terwijl ze al overbelast waren. Totale onbestuurbaarheid is het gevolg: de auto dreigt rechtdoor te schuiven met ingedraaide voorwielen. Een extra gevaar is dat de auto, wanneer de banden uiteindelijk weer grip krijgen een onverwachte zwiep naar de binnenbocht zal maken door de extreme stuuruitslag.
De meeste autofabrikanten kiezen onderstuur als basisafstelling voor hun auto's. De natuurlijke reactie van automobilisten in onverwachte situaties is gas terugnemen en dat corrigeert juist het onderstuur. Naarmate een auto zwaarder beladen is, verschuift het zwaartepunt van de auto naar achteren. De auto heeft dan eerder de neiging om in een onderstuursituatie te geraken.
Bij gas geven in een bocht dreigt het aangedreven achterwiel dat de binnenbocht maakt zijn grip te verliezen waardoor de achterzijde van de auto uitbreekt. De steeds meer gangbare elektronische stabiliteitsprogramma's gaan dit tegen door het slippende wiel iets af te remmen en tegelijkertijd wat gas terug te nemen.